# 八雲神社 (甲府市)
八雲神社（やくもじんじゃ）は、山梨県甲府市奥秩父山地の南（西）部に位置する羅漢寺山にある神社。

## 概要
永禄7年（1564年）3月建立。甲斐国巨摩郡･猪狩村の氏神で古来より石祠内には石棒を安置して祀り、夫婦和と武運の神として地元猪狩村はもとより近郷近在の民衆からの信仰は厚く縁結びの神としても知られていた。この地が金桜神社の要所であったこともあり、参詣者の休息と道中の安全を祈願した処でもある。
拝殿は昭和43年（1968年）10月に再建。境内1380坪。

## 祭神
- 素盞嗚尊
- 櫛稲田姫命

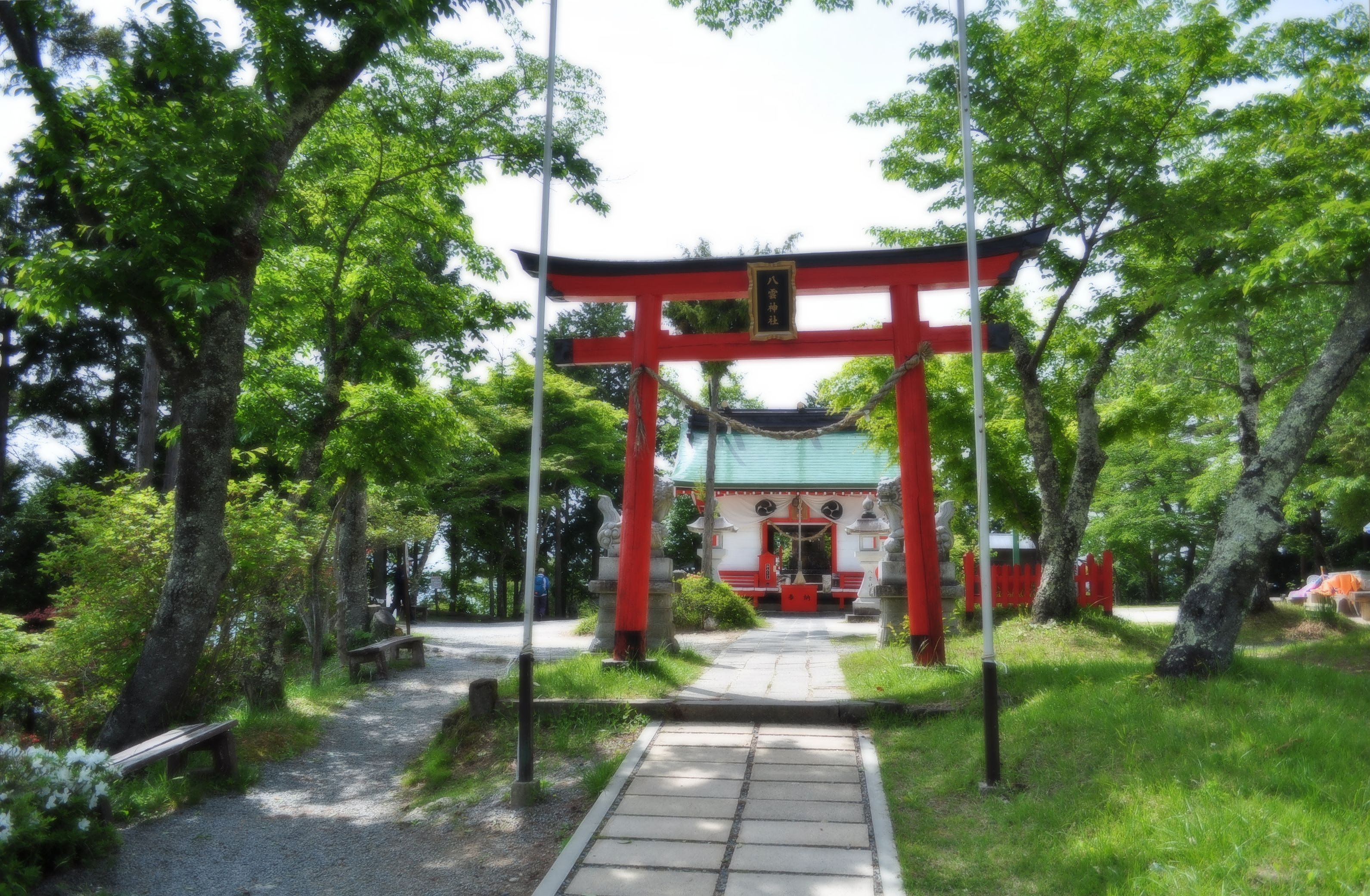
鳥居（2018年5月16日撮影）
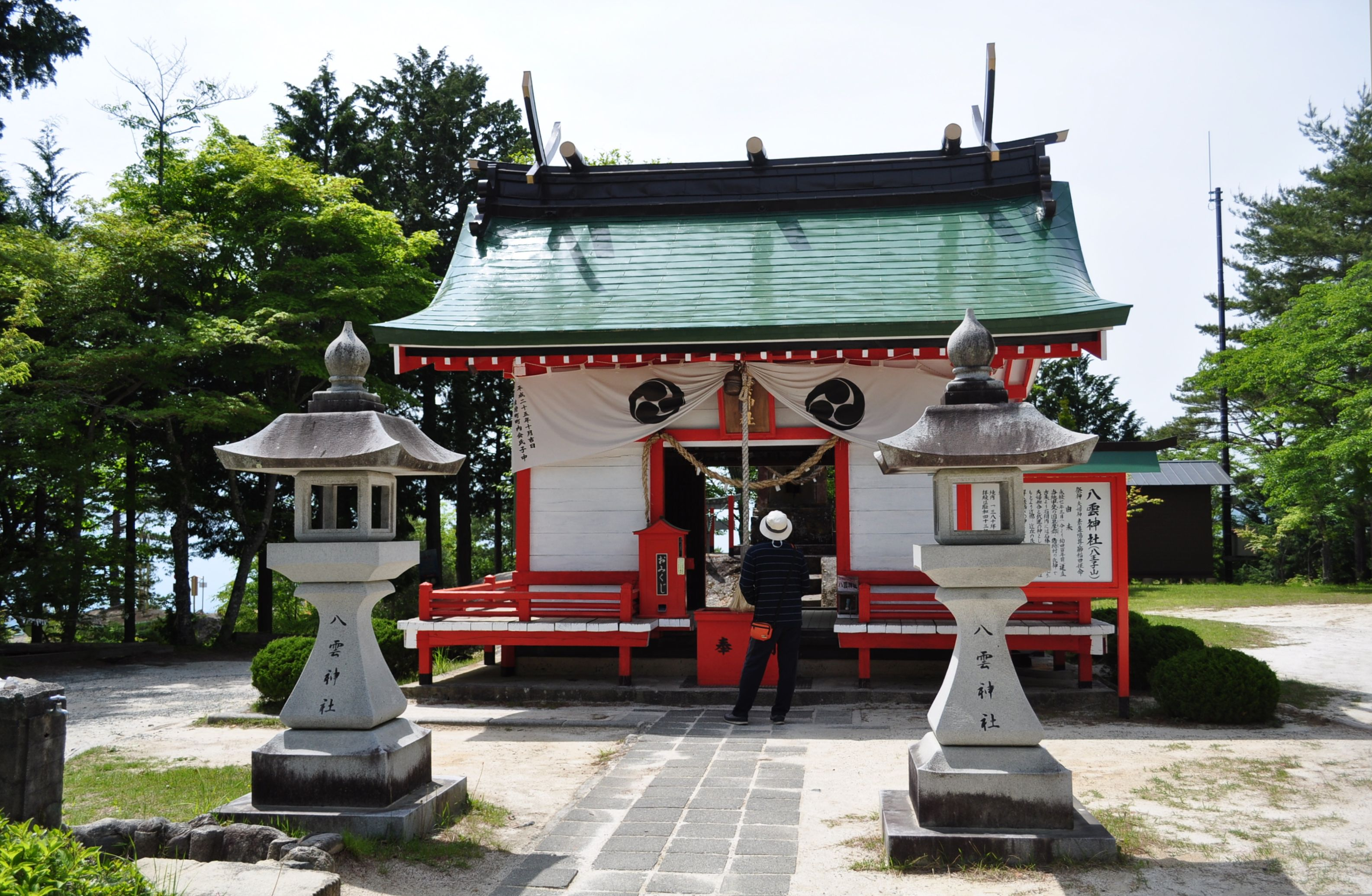
拝殿（2018年5月16日撮影）